# Parc national naturel du Río Puré
Le parc national naturel du Río Puré est un parc national situé dans le département d'Amazonas, en Colombie. Il couvre la partie colombienne du río Puré.